# Jerusha Barden Smith
Jerusha Barden Smith (ur. 15 lutego 1805 w Norfolk, zm. 13 października 1837 w Kirtland) – pierwsza żona Hyruma Smitha, jedna z postaci wczesnej historii ruchu świętych w dniach ostatnich (mormonów).

## Życiorys
W źródłach historycznych zachowało się niewiele informacji na jej temat. Wiadomo, iż była córką Setha Barden oraz Sary, jak również, że urodziła się w Norfolk w stanie Connecticut. Zachowane dokumenty nie przekazują żadnych danych na temat jej rodzeństwa. Jerusha poślubiła Hyruma 2 listopada 1826 w Manchesterze w stanie Nowy Jork. Również w 1826 osiadła w Palmyrze. Wcześnie związała się z założonym przez rodzinę męża Kościołem Jezusa Chrystusa Świętych w Dniach Ostatnich. Została ochrzczona przez Davida Whitmera 9 czerwca 1830, nieco ponad dwa miesiące po formalnym zorganizowaniu tej wspólnoty religijnej. Konwersja wpłynęła negatywnie na kontakt Jerushy z własną rodziną, co kilka lat później znalazło odbicie w treści jej błogosławieństwa patriarchalnego. W 1831 wraz ze współwyznawcami wyemigrowała do Kirtland w stanie Ohio. Posiadała udziały w Kirtland Safety Society.
Ceniona za siłę charakteru, wrażliwość i inteligencję, była kochana przez rodzinę Smithów. Jej teściowa Lucy Mack Smith wskazywała na głęboką więź z synową i opisywała ją mianem naszej własnej siostry. Jerusha Smith urodziła sześcioro dzieci. Były to, w porządku chronologicznym: Lovina (1827–1876), Mary (1829–1832), John (1832–1911), Hyrum (1834–1841), Jerusha (1836–1912) oraz Sara (1837–1876). Została połączona wieczyście ze swoim mężem w obrzędzie pieczętowania, podczas jednej z pierwszych ceremonii tego typu (29 maja 1843).
Zmarła w Kirtland, krótko po wydaniu na świat swego ostatniego dziecka. Jej mąż nie był przy niej obecny, przebywał bowiem wówczas na misji w Missouri. Została pochowana również w Kirtland. Spoczywa na cmentarzu położonym na północ od mormońskiej świątyni. Współcześnie nekropolia ta znana jest jako Kirtland North  Cemetery. W okresie, w którym złożono na niej szczątki Jerushy funkcjonowała pod nazwą Kirtland Mills Burying Ground.

## Miejsce w mormońskiej refleksji teologicznej
Krótkie życie Jerushy wywarło pewien wpływ na teologię świętych w dniach ostatnich. W literaturze wskazano mianowicie, iż przedwczesna śmierć pierwszej małżonki stanowiła przyczynę pierwotnych trudności, których doświadczał Hyrum po pojawieniu się w doktrynie Kościoła nauki o wieczystym charakterze małżeństwa. Nauka ta skłoniła go także do namysłu nad teologicznym umocowaniem poligamii w mormońskim systemie wierzeń. Ostateczna akceptacja religijne motywowanej poligamii wynikała w jego przypadku raczej z przyczyn osobistych i nie opierała się jedynie na przywoływanym często przykładzie biblijnych patriarchów czy na wierze w moc obrzędów świątynnych. Opierając się na własnych doświadczeniach najpierw umiejętnie połączył małżeństwa pluralistyczne z lewiratem, później zaś stwierdził, iż bez nich byłby w życiu pośmiertnym niczym anioł w niebie.

## Obecność w kulturze świętych w dniach ostatnich
Jerusha utrwalona została w kulturze świętych w dniach ostatnich. Pojawiła się między innymi na obrazie olejnym pędzla Patricka Devonasa Jerusha Barden Smith And Her Husband, Hyrum, 1836. O jej życiu opowiada też książka Jerusha: Hyrum’s First Love (2014) pióra Dona H. Lee. W filmie Joseph Smith: Plates of Gold (2011) w reżyserii Christiana Vuissy w rolę Jerushy wcieliła się Alexis Boss.